# Martin Linzer
Martin Linzer (* 8. September 1931 in Berlin; † 13. Dezember 2014 ebenda) war ein deutscher Theaterkritiker und Dramaturg.

## Leben und Wirken
Linzer, der während der Zeit der NS-Diktatur in einem sozialdemokratischen Elternhaus aufwuchs, studierte von 1950 bis 1954 Theaterwissenschaften an der Humboldt-Universität (in einer Semestergruppe mit Kurt Böwe und Rudolf Münz). Seit 1954 war er zunächst als Redakteur bei der Zeitschrift Theater der Zeit tätig.
Von 1963 bis 1967 arbeitete er als Dramaturg am Deutschen Theater. Dann kehrte er zu Theater der Zeit zurück, wo er als Redaktionssekretär fungierte. Von 1991 bis 1999 wirkte er dort als Chefredakteur. Linzer produzierte zudem von 1965 bis 1990 die Konzertreihe Jazz in der Kammer, in der in den Kammerspielen am Deutschen Theater die maßgebenden Jazzavantgardemusiker präsentiert wurden.
Heiner Müller schrieb 1991 über ihn: „Ich möchte nur sagen: Martin Linzer geht seinem Beruf als Theaterkritiker seit Jahrhunderten nach. (…) Er ist einer der seltenen Kritiker in der DDR, der nie mehr als notwendig gelogen hat, um die Wahrheit zu sagen.“
Seit 2017 wird der Martin-Linzer-Theaterpreis von der Fachzeitschrift Theater der Zeit in Erinnerung an den langjährigen Kritiker und Chefredakteur der Zeitschrift vergeben.

## Schriften
- Berlin, Weltstadt des Theaters Berlin 1963 (Erstauflage 1961 unter dem Titel Theaterstadt Berlin)
- Ich war immer ein Opportunist... Gespräche über Theater und das Leben in der DDR, über geliebte und ungeliebte Zeitgenossen. Berlin: Theater der Zeit; ISBN 3934344070

## Über M. Linzer
- In memoriam Martin Linzer. Bewahrer der Maßstäbe, Fürsprecher des Neuen. Martin Linzer zum Gedenken. In: Theater der Zeit 2/2015. Verlag Theater der Zeit GmbH, Berlin. S. 12–28

## Lexikalische Einträge
- Jürgen Wölfer: Jazz in Deutschland. Das Lexikon. Alle Musiker und Plattenfirmen von 1920 bis heute. Hannibal, Höfen 2008, ISBN 978-3-85445-274-4.